# Szeghalom
Szeghalom – miasto na Węgrzech, w Komitacie Békés, w powiecie Szeghalom.
Urodziła się tutaj Anna Bondár, węgierska tenisistka.